# Radwańska
Radwańska se poate referi la:
- Agnieszka Radwańska (n. 1989), jucătoare poloneză de tenis
- Urszula Radwańska (n. 1990), jucătoare poloneză de tenis, sora mai mică a Agnieszkăi